# Sądejowa Szczelina
Sądejowa Szczelina – jaskinia krasowa w górnej części doliny Kleśnicy w Masywie Śnieżnika, na zboczu Stromej, na terenie ścisłego rezerwatu.

## Opis jaskini
Jaskinia powstała w wyniku wypłukania skał w soczewie marmuru, która należy do prekambryjskiej serii suprakrystalicznej w metamorfiku Śnieżnika, na szczelinie o charakterze tektonicznym. Otwór wejściowy o średnicy ok. 0,5 m obecnie jest zablokowany głazem. W jaskini brak jest przepływu powietrza. Temperatura powietrza na dnie 5,3 °C (czerwiec 1984 r.). Nie stwierdzono obecności fauny.
Jaskinię odkryła jesienią 1975 r. grupa speleologów w składzie Krzysztof Łukaszewicz, Jakub Sądej i Jan Trumpus. Eksplorowana była w latach 1989–1990. Obecnie niedostępna.